# 정양문
정양문(중국어 간체자: 正阳门, 정체자: 正陽門, 병음: Zhèngyángmén 정양먼[*])은 전문(중국어 간체자: 前门, 정체자: 前門, 병음: Qiánmén 첸먼[*])이라고도 불리며, 베이징시 내성의 남문이다. 톈안먼 광장의 남쪽에 있으며 현재는 사라진 베이징 내성과 연결되어 있었다. 문화 대혁명 시기에 베이징 내성벽은 거의 대부분 철거되었으나, 정양문은 현대까지도 살아남아 중요한 랜드마크로 기능하고 있으며 베이징의 남북 중앙축이 바로 이 정양문을 통과하고 있기도 한다. 정양문은 이전에는 여정문(중국어 간체자: 丽正门, 정체자: 麗正門, 병음: Lìzhèngmén 리정먼[*])이라는 이름으로 불렸다고도 전해진다.

## 역사
정양문은 명나라 시절인 1419년에 영락제가 베이징으로 수도를 천도하면서 처음으로 지어졌다. 이 시기의 정양문은 곁에 망루와 높다란 옹벽을 둘러 옹성의 형식을 취하고 있었으며, 황성의 출입을 통제하는 기능을 하였다. 청나라 시기에도 정양문은 그대로 사용되었고, 정양문은 베이징 내성의 주 출입문으로 매우 삼엄한 경비를 받는 중요한 관문이었다. 베이징의 첫 철도역인 '전문역'이 바로 지 정양문 바로 밖에 설치되었으며, 1900년대에 일어난 의화단 운동 시기에는 열강 8국 연합군이 베이징을 약탈할 때에 상당한 손상을 입었다. 특히 소수민족인 후이족과 동상족으로 이루어진 무슬림 결사 부대가 이 곳에서 베이징을 침략한 영국군을 상대로 정면으로 수비전을 벌였고, 이 때 연합군이 정양문의 수비군에게 총기와 화포 등을 사용하여 막대한 피해를 입었던 것이다. 무슬림 부대는 용감히 싸웠으나, 화력의 열세를 면치 못하고 결국 100여 명에 달하는 결사대가 모두 사망했다고 한다.
1914년에 정양문은 대대적으로 수리를 거쳤고, 옹벽에 나있던 측문이 1915년에 사라졌다. 1949년에 중국 공산당이 국공 내전에서 승리하자, 정양문은 중국 인민해방군의 통제를 받는 군사 요새로 변모했다. 인민해방군은 1980년이 되어서야 정양문을 비웠으며, 이후부터는 쭉 관광지로 사용되고 있다. 정양문의 높이는 무려 42m에 달하며, 베이징의 모든 성문들 가운데에서 가장 높은 높이로 그 형식도 가장 화려하였다고 한다. 또한 정양문은 마오쩌둥의 지시로 1960년대에 대대적인 성벽 철거 작업이 벌어질 때에도 그 군사적 위치 때문에 겨우 살아남을 수 있었는데, 다만 옹벽은 교통을 방해한다는 이유로 살아남지 못하고 철거되었다. 현재 이 자리에는 베이징 지하철 2호선이 지나간다.

## 사진

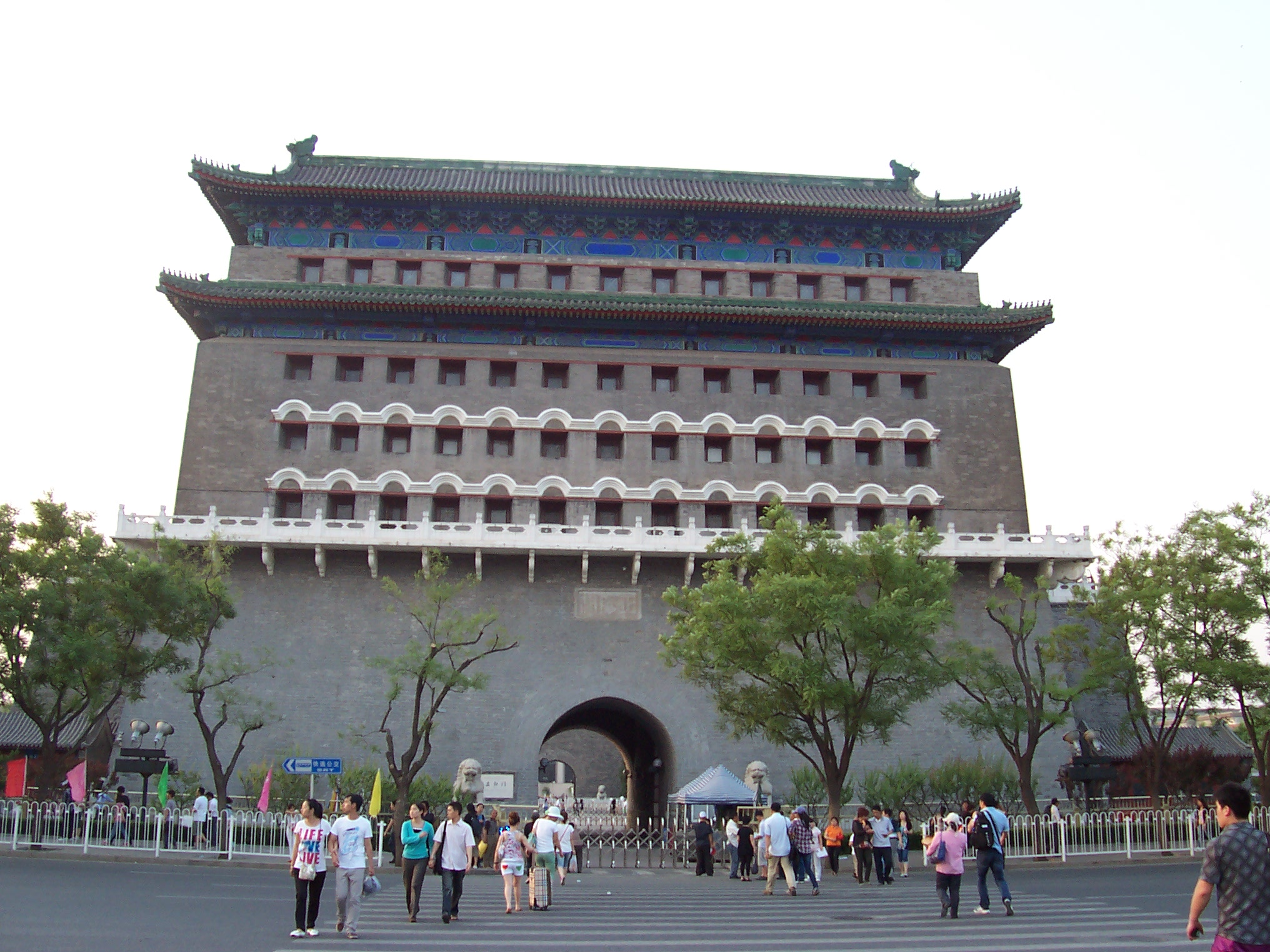
정양문의 전루
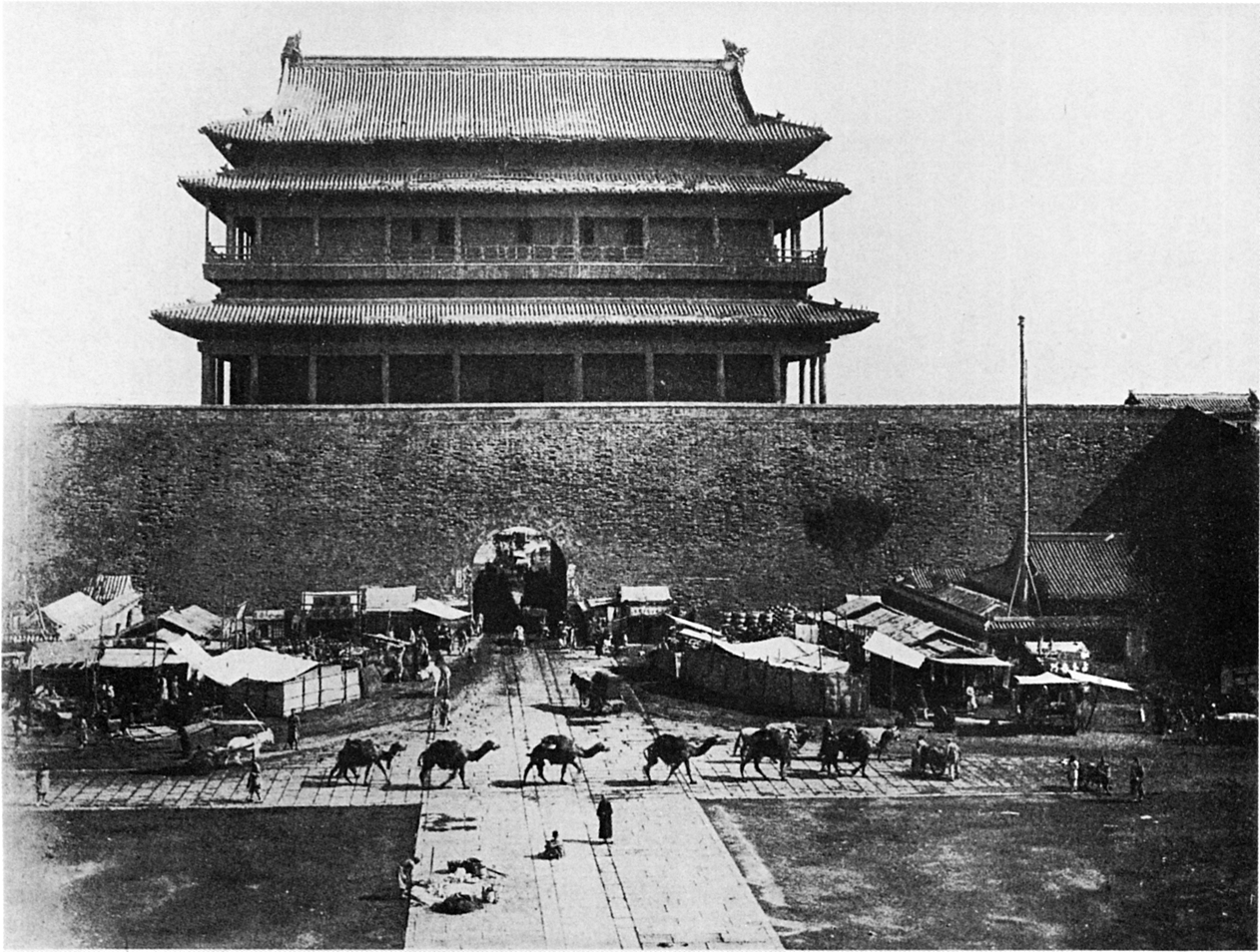
1900년대의 정양문
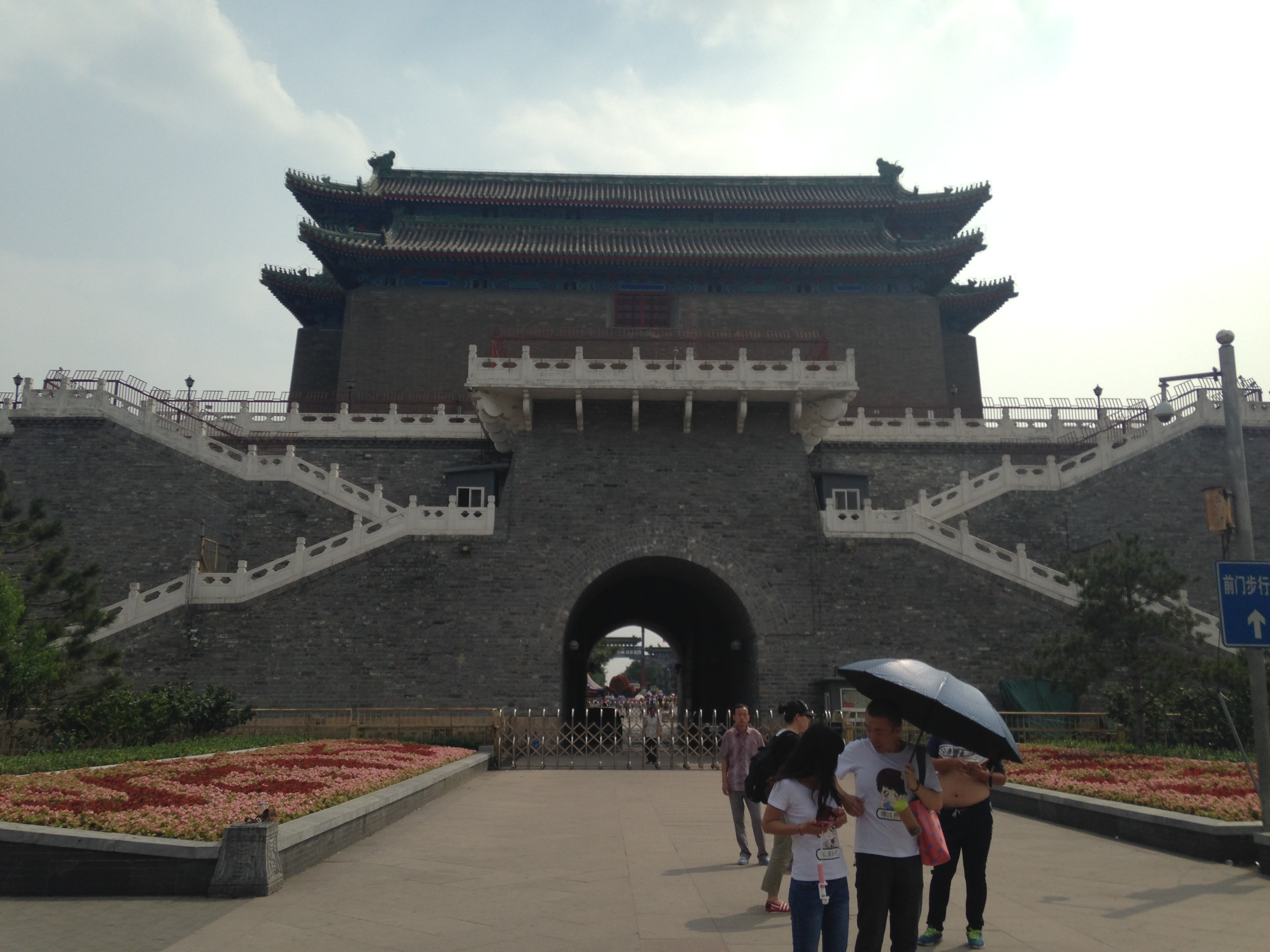
정양문 전루의 뒷편
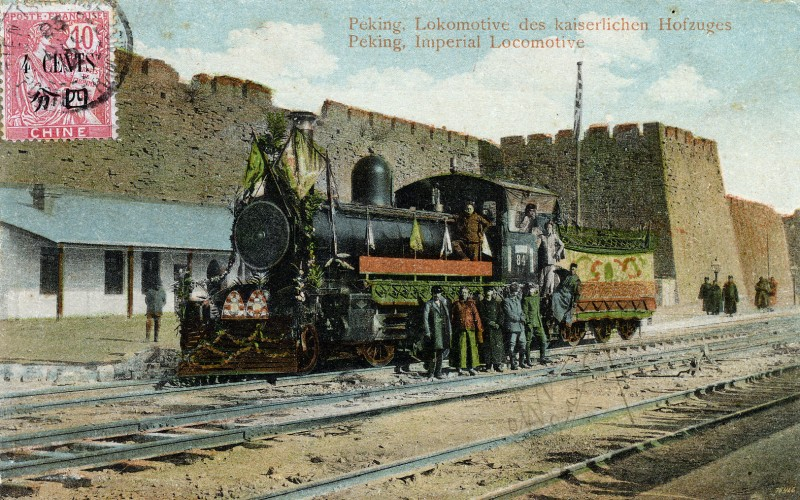
정양문에 최초로 설치된 베이징의 기차역 엽서